# Jules Patou
Jules Patou (Bruxelles, 28 dicembre 1878 – Bruxelles, 31 dicembre 1914) è stato un ciclista su strada e pistard belga Professionista su strada dal 1906 al 1914, fu secondo in una Parigi-Bruxelles; per quanto riguarda la pista, partecipò alle olimpiadi del 1908 e del 1912.

## Carriera
Tra i dilettanti fu campione belga nella velocità nel 1911 . Nel 1908 e nel 1912 partecipò alle Olimpiadi estive, nelle specialità del tandem e nella velocità, gara nella quale fu eliminato dal futuro campione olimpico Victor Johnson. 
Il suo risultato di maggior prestigio nelle corse su strada fu il secondo posto nella Parigi-Bruxelles del 1906.

## Palmarès
- 1907
- Parigi-Reims
- 1908
- Circuito di Spa

## Piazzamenti

### Grandi Giri
- Tour de France

1909: ritirato

### Classiche monumento
- Parigi-Roubaix

1903: ritirato
1904: ritirato